# St. Leo (Floride)
Pour les articles homonymes, voir Saint Leo.
St. Leo est une ville américaine située dans le comté de Pasco en Floride.

## Démographie
| 1930 | 1940 | 1950 | 1960 | 1970  | 1980 |
| ---- | ---- | ---- | ---- | ----- | ---- |
| 158  | 211  | 261  | 278  | 1 145 | 917  |

| 1990  | 2000 | 2010  | - | - | - |
| ----- | ---- | ----- | - | - | - |
| 1 009 | 595  | 1 340 | - | - | - |

Selon le recensement de 2010, St. Leo compte 1 340 habitants. La municipalité s'étend sur 1,62 milles carrés (4,2 km2), dont 1,36 milles carrés (3,52 km2) de terres.